# Glissement de terrain de Risaralda
Le glissement de terrain de Risaralda est un important glissement de terrain survenu le 5 décembre 2022 dans le département de Risaralda, en Colombie.

## Victimes
Au moins 33 personnes ont été tuées et neuf autres ont été sauvées vivantes, dont quatre grièvement blessées. Toutes les victimes se trouvaient à l'intérieur d'un bus lorsque le glissement de terrain a enseveli le véhicule. Au moins trois enfants figuraient parmi les personnes tuées, selon le président colombien Gustavo Petro. Le bus lui-même avait environ 25 passagers et est parti de Cali avant le glissement de terrain.